# Caritas Betriebsführungs- und Trägergesellschaft
Die Caritas Betriebsführungs- und Trägergesellschaft (CBT) verantwortet 22 Einrichtungen in 14 Städten im Rheinland: stationäre, teilstationäre und Tagespflege, Wohnen mit Service / Betreutes Wohnen, Mehrgenerationenwohnhäuser und Wohngemeinschaften für ältere Menschen. 

## Unternehmen
Die CBT - Caritas-Betriebsführungs- und Trägergesellschaft wurde als freigemeinnützige, katholische Trägergesellschaft 1979 gegründet. Gesellschafter der CBT sind der Diözesan-Caritasverband für das Erzbistum Köln e.V. und das Erzbistum Köln. Die CBT versteht sich als lernende Organisation und hat sich seit ihrer Gründung einen Namen gemacht als modernes Sozialunternehmen, das im Spannungsfeld von Menschlichkeit und Wirtschaftlichkeit hochwertige Dienstleistungen erbringt.
Geschäftsführer der CBT ist Christoph Tettinger.

## Einrichtungen
- CBT-Wohnhaus An St. Georg, Köln
- CBT-Wohnhaus Edith Stein, Wuppertal-Barmen[3]
- CBT-Wohnhaus Emmaus, Bonn-Bad Godesberg[4]
- CBT-Wohnhaus Franziskus-Heim, Wipperfürth
- CBT-Wohnhaus Katharinenstift, Remscheid[5]
- CBT-Wohnhaus Margaretenhöhe, Bergisch Gladbach[6][7]
- CBT-Wohnhaus Maria Königin, Bergisch Gladbach
- CBT-Wohnhaus Peter Hofer, Monheim-Baumberg[8]
- CBT-Wohnhaus Peter Landwehr, Bergisch Gladbach[8]
- CBT-Wohnhaus St. Franziskus, Langenfeld[8]
- CBT-Wohnhaus St. Hedwig, Remscheid-Lennep
- CBT-Wohnhaus St. Johannes, Erkrath[1]
- CBT-Wohnhaus St. Lucia, Wesseling[9]
- CBT-Wohnhaus St. Markusstift, Bonn-Bad-Godesberg[10]
- CBT-Wohnhaus St. Michael, Waldbröl[11]
- CBT-Wohnhaus St. Monika, Sankt Augustin[12]
- CBT-Wohnhaus St. Raphael, Bergisch Gladbach
- CBT-Wohnhaus Upladin, Leverkusen[13]
- CBT-Wohnhaus Zur Hl. Familie, Düsseldorf[14]
- CBT-Mehrgenerationenwohnhaus, Wesseling
- CBT-Mehrgenerationenwohnhaus Miteinander leben, Wipperfürth[15]

## Belege
1. 1 2  RP ONLINE: Erkrath: Caritas macht Freiwillige zu Seelsorgern. Abgerufen am 16. August 2018.
2. ↑  Impressum der Website, abgerufen am 13. Dezember 2011.
3. ↑  Wuppertaler Rundschau: Unwetter-Schäden: Lindh: Landesregierung muss helfen. Abgerufen am 16. August 2018.
4. ↑  Pflegeheime in Bonn - Viele Senioren zieht es nach Bad Godesberg. In: General-Anzeiger Bonn. 16. Juli 2016 (general-anzeiger-bonn.de [abgerufen am 16. August 2018]).
5. ↑  Katharinenstift erhält beste Bewertungen. In: Remscheider General-Anzeiger. Remscheider Medienhaus GmbH & Co. KG, 8. November 2015, abgerufen am 16. August 2018.
6. ↑  Pressestelle Stadt BGL: Die 6. Kulturwoche für Senioren startet im September. Abgerufen am 16. August 2018 (deutsch).
7. ↑  Doris Richter: CBT-Wohnheime: Nachfolger mit ähnlichem Stil. In: Kölner Stadt-Anzeiger. (ksta.de [abgerufen am 16. August 2018]).
8. 1 2 3  Dorothee Schmidt-Elmendorff: CBT-Haus hat eine neue Geschäftsführerin. In: Westdeutsche Zeitung. 21. September 2017 (wz.de [abgerufen am 16. August 2018]).
9. ↑  Ein Beitrag der CBT: Freiraum für Talente. In: Zeit Online. (zeit.de [abgerufen am 16. August 2018]).
10. ↑  Wohnhaus in Bad Godesberg - Brandschutzvorschriften verärgert Bewohner im St. Markusstift. In: General-Anzeiger Bonn. 1. August 2018 (general-anzeiger-bonn.de [abgerufen am 16. August 2018]).
11. ↑  Von Michael Fiedler-Heinen: Zertifizierung in Oberberg: Hygienesiegel für 28 Pflegeheime. In: Kölnische Rundschau. (rundschau-online.de [abgerufen am 16. August 2018]).
12. ↑  Cordula Orphal: Modernisierung: Seniorenheim St. Monika wird für acht Millionen Euro generalüberholt. In: Kölnische Rundschau. (rundschau-online.de [abgerufen am 16. August 2018]).
13. ↑  RP ONLINE: Leverkusen: Wohnhaus Upladin wird für 27 Mio. umgebaut. Abgerufen am 16. August 2018.
14. ↑  RP ONLINE: Heerdt: Steinmetze mit einem Gefühl für Heerdt. Abgerufen am 16. August 2018.
15. ↑  Niklas Pinner: Veedelsgeföhl: Quartiersfest „Wilder Westen Wipperfürth“ zog zahlreiche Besucher an. In: Kölnische Rundschau. (rundschau-online.de [abgerufen am 16. August 2018]).